# Iván Contreras
Iván Gerardo Contreras Gámez est joueur mexicain de volley-ball, né le 29 janvier 1974 à Tampico (Mexique). Il mesure 1,98 m et joue attaquant ou réceptionneur-attaquant.

## Clubs
| Club                  | Pays       | De           | À             |
| --------------------- | ---------- | ------------ | ------------- |
| Penn state            | États-Unis |              | 1996-1997     |
| MTV Näfels            | Suisse     | 1997-1998    | 1999-2000     |
| Gigantes de Adjuntas  | Porto Rico | 2000         | 2000          |
| Knack Roeselare       | Belgique   | 2000-2001    | 2007-2008     |
| Gigantes de Adjuntas  | Porto Rico | 2002         | 2006          |
| Ziraat Bankası Ankara | Turquie    | 2008-2009    | 2008-2009     |
| Knack Roeselare       | Belgique   | 2009-2010    | 2010-2011     |
| Leones de Ponce       | Porto Rico | juin 2011    | décembre 2011 |
| GFCO Ajaccio          | France     | janvier 2012 | juin 2012     |

## Palmarès
- Coupe de la CEV (1)
  - Vainqueur : 2002
- Championnat de Belgique (4)
  - Vainqueur : 2005, 2006, 2007, 2010
- Coupe de Belgique (3)
  - Vainqueur : 2005, 2006, 2011
- Championnat de Suisse (3)
  - Vainqueur : 1998, 1999, 2000
- Coupe de Suisse (2)
  - Vainqueur : 1998, 2000
- Coupe de Turquie
  - Finaliste : 2009